# Johann Wilhelm Neumair von Ramsla

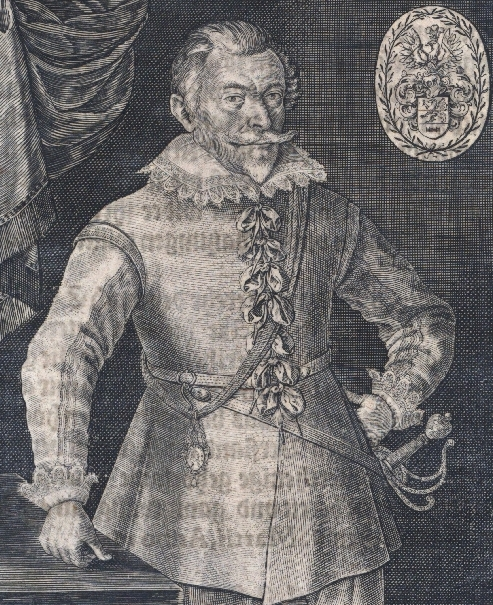
Johann Wilhelm Neumair von Ramsla

Johann Wilhelm Neumair von Ramsla: Von Friedes Handlungen und Verträgen in Kriegs-Zeiten : sonderbarer Tractat oder Handlung, Leipzig 1624

Johann Wilhelm Neumair von Ramsla (* 1572; † 23. November 1641 in Weimar) war ein deutscher Militärhistoriker, Reiseschriftsteller und früher Nationalökonom.

## Leben
Neumair – Sohn des Weimarer Kammersekretärs Johann Neumair († 1593) – war ein thüringischer Rittergutsbesitzer. Die Familie bezeichnete sich nach dem bei Weimar gelegenen Rittergut Ramsla. Nachdem er eventuell schon 1582/83 in Begleitung des späteren Weimarer Kanzlers und Jenaer Professor Johann Stromer (1526–1607) Italien bereiste, folgte von 1594 bis 1597 eine eigenständige Reise durch Italien, Spanien, Frankreich, England und die Niederlande (später durch seinen Neffen als Itinerarium Europaeum veröffentlicht). 1613/14 befand er sich im Gefolge des Herzogs Johann Ernst von Sachsen-Weimar auf einer Reise durch Frankreich, England und die Niederlande, wozu Neumair eine Reisebeschreibung veröffentlichte.
Er verfasste in größerem Umfang militärische sowie staats- und völkerrechtliche Schriften, weshalb er von Max Jähns 1890 als der „fruchtbarste und wichtigste kriegswissenschaftliche Autor Deutschlands während des dreißigjährigen Krieges“ bezeichnet wurde. Eines seiner Hauptwerke ist das Sonderbarer Tractat von Schatzungen und Steuern, das 1632 in Schleusingen erschien. Er gilt als Befürworter des landständischen Bewilligungsrechtes sowie als untertanenfreundlicher Steuertheoretiker. Seine ökonomische Rezeption ist seit der Erwähnung durch Wilhelm Roscher in dessen Standardwerk zur Geschichte der Nationalökonomie in Deutschland 1874 auf wenige Werke zum Steuerrecht beschränkt. In der heutigen Literatur wird er als „weitgereister, welt und literaturkundiger Adeliger“ gesehen und als „belesener Vermittler insbesondere italienischer und französischer Schriften“. Sein wissenschaftlicher Rang liegt jedoch hinter dem vergleichbarer Zeitgenossen wie Georg Obrecht und Melchior von Ossa.
Neumair ist am 23. November 1641 in Weimar gestorben. Seine Beerdigung erfolgte am 9. Dezember in Ramsla. Teile seines Nachlasses bzw. seiner Bibliothek befinden sich heute insbesondere im Thüringischen Hauptstaatsarchiv Weimar, der Herzogin Anna Amalia Bibliothek in Weimar sowie in der Staatsbibliothek zu Berlin – Preußischer Kulturbesitz.